# Octomeria lichenicola
Octomeria lichenicola är en orkidéart som beskrevs av João Barbosa Rodrigues. Octomeria lichenicola ingår i släktet Octomeria och familjen orkidéer. Inga underarter finns listade i Catalogue of Life.